# Quod Deus avertat
Quod Deus avertat è una locuzione latina che tradotta in italiano significa «Dio ce ne scampi». È un'espressione di scongiuro adoperata tanto in contesti orali quanto scritti.